# Heinrich Otto Wilhelm Eltester
Heinrich Otto Wilhelm Eltester (* 1819 in Berlin; † 2. Oktober 1892 ebenda) war ein deutscher Jurist und Präsident des Oberlandesgerichts Marienwerder.

## Leben
Eltester legte das Abitur 1838 am Joachimsthalschen Gymnasium ab. 1847 wurde er Gerichtsassessor. 1850 kam er als Kreisrichter nach Neustadt/Dosse und 1853 nach Alt-Landsberg. 1860 beförderte man ihn zum Direktor des Kreisgerichts in Graudenz. 1866 versetzte man ihn in gleicher Stellung nach Berlin. 1867 wurde er Präsident des Stadtgerichts in Königsberg. Vizepräsident des Appellationsgerichts in Frankfurt an der Oder wurde er 1872. 1875 ernannte man ihn zum Präsidenten des Appellationsgerichts in Halberstadt. Mit den Reichsjustizgesetzen 1879 wurde er Präsident des Oberlandesgerichts Marienwerder. 1889 ehrte man ihn mit dem Titel Wirklicher Geheimer Oberjustizrat. Er verstarb im Amt.